# Monotipo (biologia)
Em biologia, um táxon monotípico é um grupo taxonômico com apenas um tipo. O uso difere ligeiramente entre botânica e zoologia:
Em botânica, um táxon monotípico é um táxon que tem apenas uma espécie: Ginkgo é um gênero monotípico, enquanto Ginkgoaceae é uma família única. A frase não é exata nos casos em que uma espécie inclui mais de um tipo único, algumas espécies podem incluir várias subespécies (ou outros taxa infraespecíficos) cada um dos quais terá um tipo.
Em zoologia, um táxon monotípico é um táxon que contém apenas um táxon imediatamente subordinado. Por exemplo, um gênero monotípico tem apenas uma espécie.